# Parlement van Frankrijk
Het Parlement van Frankrijk (Frans: Parlement français) is het tweekamerparlement van Frankrijk. Het parlement vormt de wetgevende macht van de Franse regering. Het Parlement van Frankrijk bestaat uit de volgende kamers:
- Hogerhuis (chambre haute): de Senaat (Sénat)
- Lagerhuis (chambre basse): de Nationale Vergadering (Assemblée nationale)

De Senaat telt 348 leden (sénateurs), de Nationale Vergadering telt 577 leden (députés). De Senaat zetelt in het Palais du Luxembourg, de Nationale Vergadering zetelt in het Palais Bourbon, beide in Parijs. Als de Senaat en Nationale Vergadering samen door de president van Frankrijk worden toegesproken gebeurt dat in de Salle du Congrès (congreszaal) van het Kasteel van Versailles. Deze gezamenlijke vergadering van beide kamers, ook in gebruik voor grondwetswijzigingen, staat betekend als het Congrès du Parlement français (congres van het Franse parlement).

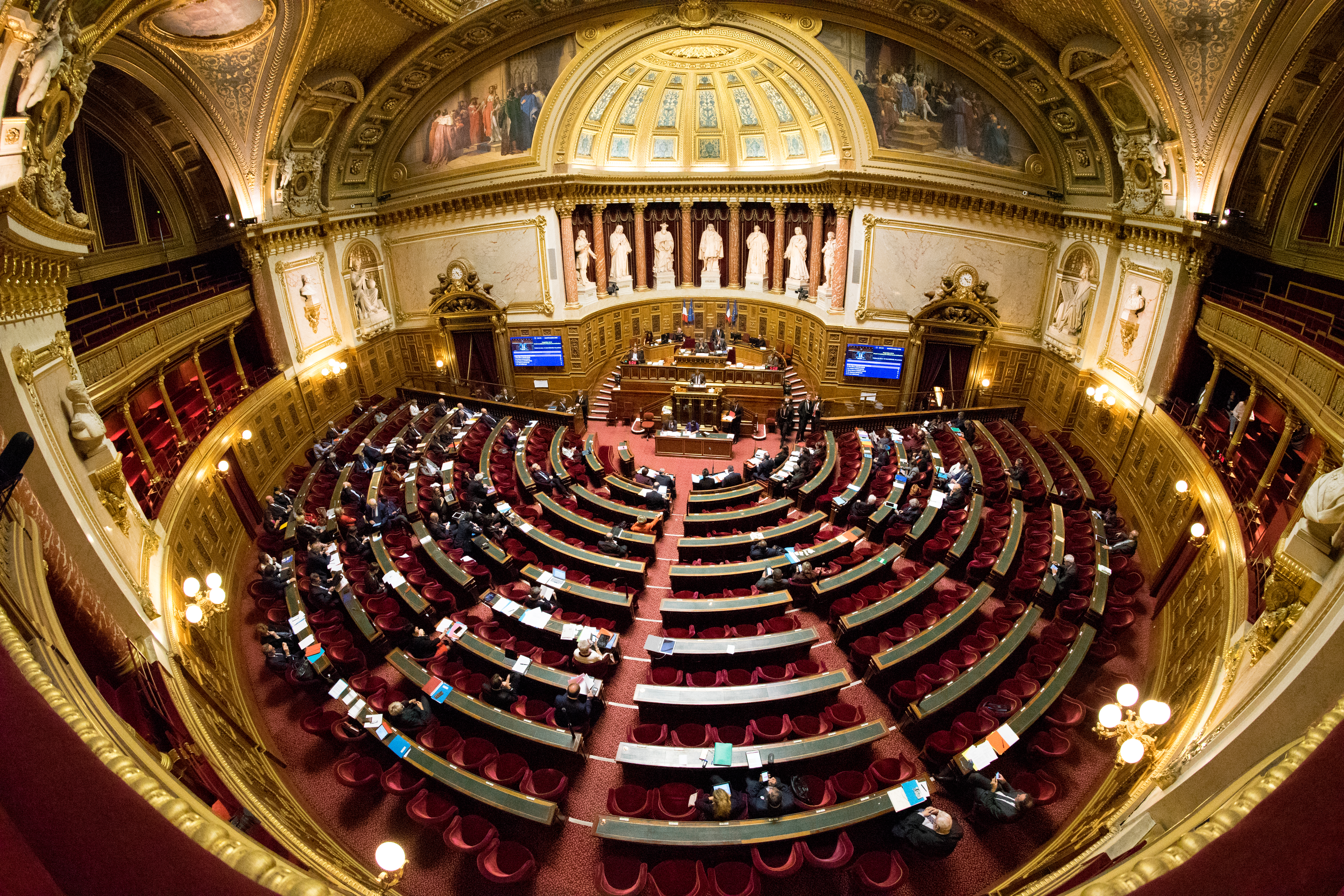
De vergaderzaal van de Senaat
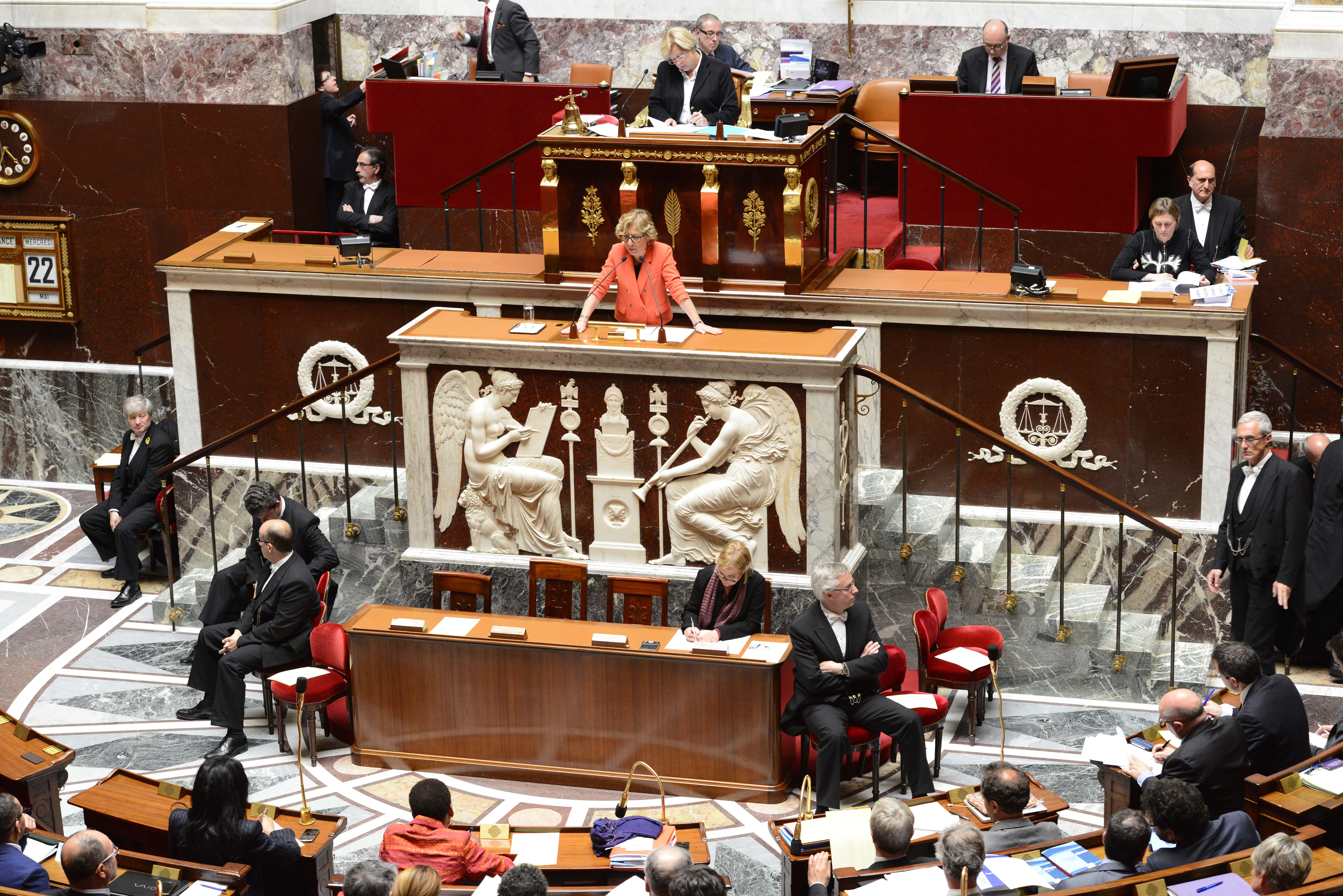
De vergaderzaal van de Nationale Vergadering
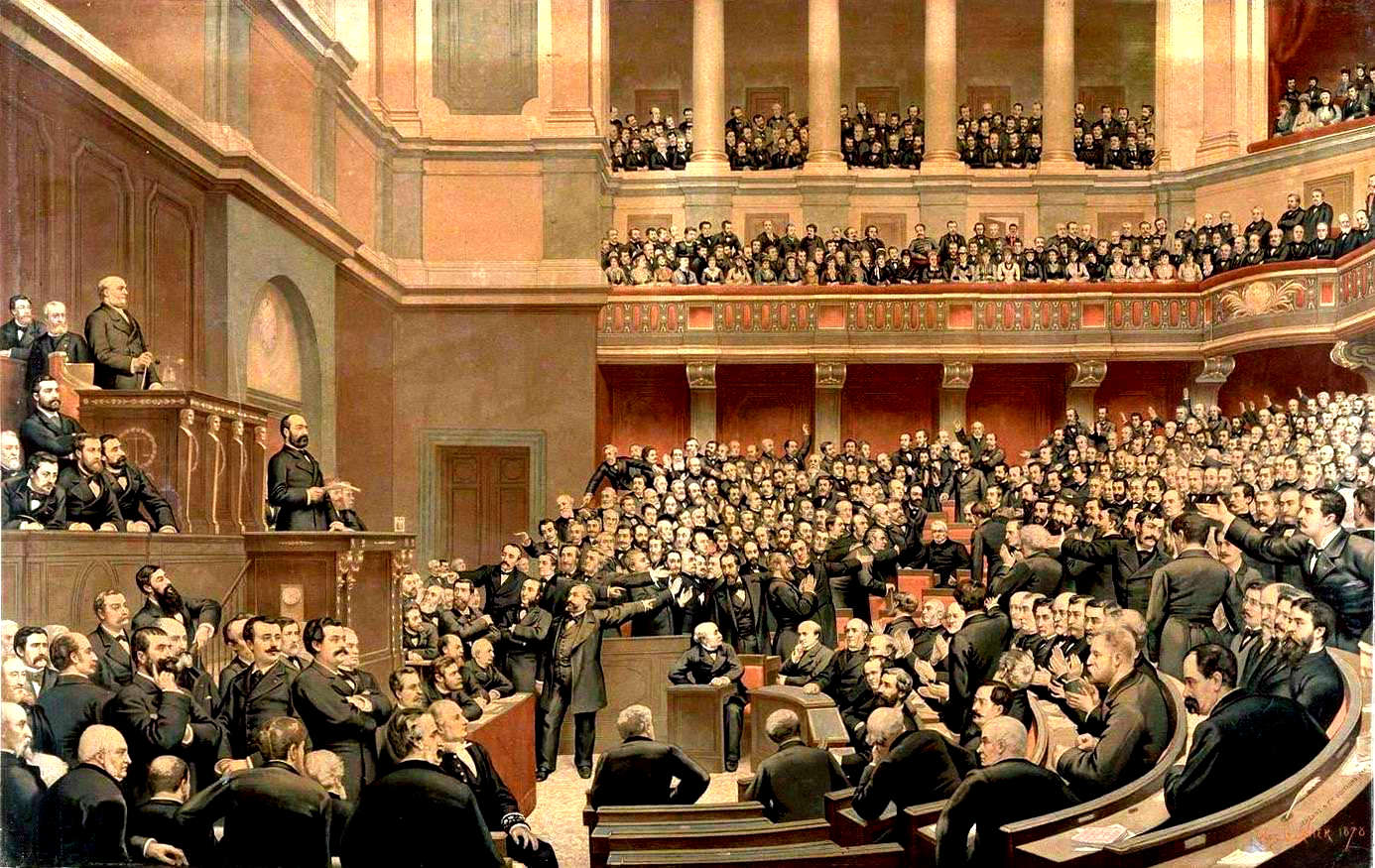
De congreszaal in Versailles in 1877

## Wetgevingsproces
In het Frans staat het Franse parlement bekend als le législateur (de wetgever). Beide kamers van het parlement moeten (net als in Nederland) een wet goedkeuren alvorens deze van kracht kan worden. 
Als een wetsvoorstel door de Nationale Vergadering is geloodst, mag de Senaat de wet inhoudelijk wijzigen – wat in Nederland de Senaat (Eerste Kamer) niet mag. In dat geval moet de Nationale Vergadering de gewijzigde wet in een tweede lezing opnieuw behandelen en goedkeuren. Maar als dan de Nationale Vergadering de wet weer wijzigt, moet de wet weer terug naar de Senaat, voor tweede lezing daar. Ook dan kan de Senaat opnieuw de wet wijzigen. In theorie kan dit pingpongspel eindeloos duren. Uiteindelijk kan de regering er, na een ingewikkelde procedure, voor kiezen om een wetsvoorstel alleen nog aan de Nationale Vergadering voor te leggen. Dit gebeurt echter zelden.